# Esther Schulhoff
Esther Schulhoff (* 1649; † 15. April 1714 in Frankfurt (Oder)) war eine jüdische Unternehmerin, Münzmeisterin und hatte als erste Frau das Münzregal von Brandenburg und im Königreich Preußen inne.

## Leben
Esther Schulhoff entstammte der Prager Familie Schulhoff, die sich nach dem Dreißigjährigen Krieg im Westen Deutschlands niedergelassen hatte und gute Kontakte zu den deutschen Fürstenhöfen unterhielt. Sie kam mutmaßlich in Bacharach zur Welt.
In erster Ehe war sie ab ca. 1663 mit Israel Aaron (gest. 1673), einem erfolgreichen Finanzmakler und Hoffaktor, der für Kurfürst Friedrich Wilhelm Steuern eintrieb und Zwangsanleihen aufnahm, verheiratet. Mit fürstlicher Sondererlaubnis hatte sich dieser als erster Jude in Berlin niederlassen dürfen. Als Hofjude wurde Aaron in den Beamtenstand aufgenommen. Esther begleitete ihren Mann auf Geschäftsreisen und erlernte seine Geschäfte. Nach seinem frühen Tod Anfang 1673 behielt sie seine Handelsprivilegien des Kurfürsten und zog die drei gemeinsamen Kinder groß.
Sie heiratete um 1677 den Juwelenhändler Jost Liebmann (1639–1702), der aus Halberstadt stammte und später in Hannover ansässig ab 1668 Hofjuwelier Friedrich Wilhelms I. von Brandenburg war und damit ebenso wie Aaron zu den Lieferanten und Kreditgebern des Hofes zählte. Gemeinsam beriet das Ehepaar Liebmann-Schulhoff den Großen Kurfürsten bei seinen Investitionen in Bezug auf Juwelen. Auch unter seinem Nachfolger Friedrich III. (später Friedrich I. von Preußen) wurden diese Privilegien 1688 bestätigt.
Jost Liebmann hatte in der Berliner Gemeinde das Recht erhalten, eine Privatsynagoge zu führen, die nach ihm benannte Liebmannsche Schule, um die sich eine – nach seinem Tode von seiner Frau Esther Schulhoff geleitete – im Gegensatz zu einem großen Teil der Gemeinde stehende Partei scharte. An der Spitze dieser Partei bekämpfte sie jahrelang die für Berlin geplante neue Gemeindesynagoge. Ihre Söhne und Schwiegersöhne erhielten durch den Einfluss ihrer Eltern Handelskonzessionen und Geleitbriefe. Abraham, einer ihrer Söhne, wurde 1692 als Rabbiner von Magdeburg, Halberstadt, Halle (Saale) und Bernburg bestätigt, ein anderer, Jost, war im ersten Viertel des 18. Jahrhunderts Oberältester der Berliner Gemeinde. Um 1700 galt Liebmann mit seinem 100.000 Reichstaler betragenden Vermögen als der reichste Jude Deutschlands.
Nach seinem Tod im Jahr 1702 erwarb Ester Schulhoff von König Friedrich das Münzregal und entschied von nun als Münzmeisterin über die staatliche Währung und damit über den Gold- und Silbergehalt der Geldstücke. Damit gilt sie als eine der ersten Frauen Europas, die über Währungswert und Finanzpolitik ihres Landes entscheiden konnten. Sie erzielte durch Münzverschlechterung private Gewinne, die ihr vorgehalten wurden. Durch Transaktionen an den Börsen von London und Amsterdam hatte Schulhoff im Gegenzug die Mittel für die Baupläne und Hofhaltung des Königs zu beschaffen.
Der neue König Friedrich Wilhelm I. verurteilte die prunkvollen Projekte des Vaters als Geldverschwendung. Schulhoff und ihre Söhne fielen darum 1713 am preußischen Hof in Ungnade, als sie nach Friedrichs I. Tod noch eine Forderung von 106.418 Talern geltend gemacht hatten. Am 7. Mai des Jahres wurden Esther Schulhoff und ihr Sohn Salomon Israël in ihrem Haus verhaftet und alle dort zu findenden Wertgegenstände beschlagnahmt. Sie stand bis zu ihrem Tod im Folgejahr unter Hausarrest, bevor sie auf ihre Forderungen verzichtete und verarmt zu Verwandten nach Frankfurt (Oder) ging. Die gegen sie vorgebrachten Vorwürfe der Unehrlichkeit erwiesen sich als haltlos.

## Einzelbelege
1. ↑  Juden in Berlin, Stolpersteine | Städte | Berlin | Goruma. Abgerufen am 20. März 2020.
2. ↑  Peter Stoltzenberg: Die verschwiegene Herrin. Abgerufen am 20. März 2020.

| Personendaten    | Personendaten                              |
| ---------------- | ------------------------------------------ |
| NAME             | Schulhoff, Esther                          |
| ALTERNATIVNAMEN  | Liebmann, Esther                           |
| KURZBESCHREIBUNG | preußische Unternehmerin und Münzmeisterin |
| GEBURTSDATUM     | 1649                                       |
| STERBEDATUM      | 15. April 1714                             |
| STERBEORT        | Frankfurt (Oder)                           |